# シティオブトロイ
シティオブトロイ（City Of Troy、2021年3月7日 - ）は、アメリカ合衆国生産、アイルランド調教の競走馬。
主な勝ち鞍は2023年のデューハーストステークス、2024年のダービーステークス、エクリプスステークス、インターナショナルステークス。

## 概要

### 2歳（2023年）
7月1日のカラ競馬場の未勝利戦をライアン・ムーアを背にデビューして初勝利を挙げる。
続いて7月15日のスーパーレイティヴステークス(G2)に1番人気で出走。発馬を決めて先行して、残り2ハロンを切ったところで先頭に立つと、そのまま後続を突き放して6馬身半差の圧勝でグループ競走初制覇を果たした。
その後は9月10日のヴィンセントオブライエンステークス(G1)に出走させようとするも、柔らかめの馬場を考慮して直前に出走を取り消した。
迎えたイギリスクラシック路線の登竜門である10月14日のデューハーストステークス(G1)に出走。単勝オッズ1.53倍の1番人気の支持を受けた。発馬を決めると1馬身ほどの差を付けて先頭に立ち、後続7頭を率いての逃げを打つ。そのまま競り掛けられることなく軽快に先頭を維持し、残り3ハロン地点を切ったところから鞍上に軽く促されると徐々に加速。残り1ハロン辺りで鞭を受けると一気に後続との差を広げて、最後は2着に3馬身半差を開いての圧勝でG1初制覇を果たした。
11月9日に2023年度カルティエ賞の最優秀2歳牡馬に選出された。
翌年のクラシックへの戦略として陣営はヘンリーロングフェローとの使い分けを表明。イギリスのクラシックで走らせることを想定した。

### 3歳（2024年）
5月4日の2000ギニーステークス(G1)に単勝オッズ1.6倍の1番人気で出走。隊列の先団に立って後続を率いる形となるも、各馬が仕掛けた残り2ハロン付近であっさり置き去りにされしまう。鞍上のムーアが最後で流したこともあり、抜け出したノータブルスピーチの9着に沈む大敗を喫した。オブライエンは「時には計画どおりうまくいかないこともある。次はさらに多くのことが分かるだろう。予定どおりにダービーへ直行するつもり」と語り、敗因は休み明けと馬場が合わなかったということを明かした。
迎えた6月1日のダービーステークス(G1)では単勝オッズ4.0倍の1番人気で出走。主戦のムーアは僚馬であるロスアンゼルスへの乗り替わる選択肢もあったが引き続いて騎乗することになった。僚馬のユーフォリックとロスアンゼルスが先行するも、発馬で騎手を振り落とした空馬となったヴォイッジが絡む展開。シティオブトロイはエインシャントウィズダムを見ながら背後で追走する。勝負所のタッテナムコーナーの終わり辺りで馬群が恐縮して、前目にいたアンビエンテフレンドリーが先行勢の外に出した。その内に開いた空間からシティオブトロイは中団後方から巧みに進出。直線では残り2ハロン付近で先行する僚馬2頭の間から抜け出すと、鞍上のムーアはまるで勝負根性を引き出すかのように空馬を追い掛ける位置に入れ、最後は追撃するアンビエンテフレンドリーに2馬身3/4差を付けて完勝。2度目のG1制覇をダービー制覇で飾った。やや重で勝ち時計2分38秒32。2003年クリスキン以来、21年ぶりのアメリカ産馬の優勝。レース後のインタビューでエイダン・オブライエン師は父馬ジャスティファイが2018年にアメリカクラシック3冠制覇を成し遂げていることからダートに切り替えて米・サラトガ競馬場で行われるトラヴァーズステークスからデルマー競馬場で行われるブリーダーズカップ・クラシックに出走するプランがあることを地元メディアに明かした。
英ダービー後は地元の愛ダービーではなく、7月6日のエクリプスステークスで古馬に挑戦する運びとなった。当日は出走馬6頭のうち自身を含め4頭が3歳馬というメンバー構成で、陣営は重馬場を懸念していたものの断然の1番人気に支持されると、僚馬ハンスアンデルセンを行かせて仏ダービー4着のゴーストライターと並ぶように2番手追走、馬場の真ん中からスパートをかけると残り200mでゴーストライターを振り切って内ラチ沿いにヨレると、追い込んできたアルリファーの追撃を1馬身差で振り切って2015年ゴールデンホーン以来となる英ダービーとエクリプスSの連勝を決めた。
エクリプスSの後は英インターナショナルステークスに出走した。このレースには日本から菊花賞馬ドゥレッツァも参戦し、日本の競馬ファンからも注目を集めた。インターナショナルS史上最多の13頭立てでレースが行われ、競走前から多くのブックメーカーに断然人気に支持された。レースでは戦前の予想を覆し先手を取ると、緩みなくハイペースで飛ばし先行勢を次々と消耗させながらも自身は粘り、最後は外から追い込んできたカランダガンもねじ伏せて1馬身差で逃げ切ってゴール。走破タイムは2分4秒32で、シーザスターズが保持していたヨーク競馬場芝10.5ハロンのコースレコードを大きく更新した。
10月12日、ブリーダーズカップ・クラシックを最後に現役を引退し2025年よりアイルランドのクールモアスタッドで種牡馬入りすることを発表した。
引退レースとなった11月2日のブリーダーズカップ・クラシックではスタートで行き脚が付かず後方からレースを進めたが、直線で伸びを欠き8着に終わった。

## 種牡馬時代
2025年よりアイルランドのクールモアスタッドで種牡馬入りした。
2025年3月27日、同年のシーズンオフよりオーストラリアでもシャトル種牡馬として供用されることが発表されている。

## 血統表
| シティオブトロイの血統        | シティオブトロイの血統                                        | シティオブトロイの血統                                        | （血統表の出典）                                              | （血統表の出典） |
| 父系                          | ストームキャット系                                            | ストームキャット系                                            | ストームキャット系                                            |                  |
| 父 Justify 栗毛 2015          | 父の父Scat Daddy 黒鹿毛 2004                                  | *ヨハネスブルグ                                               | *ヘネシー                                                     | *ヘネシー        |
| 父 Justify 栗毛 2015          | 父の父Scat Daddy 黒鹿毛 2004                                  | *ヨハネスブルグ                                               | Myth                                                          |                  |
| 父 Justify 栗毛 2015          | 父の父Scat Daddy 黒鹿毛 2004                                  | Love Style                                                    | Mr. Prospector                                                | Mr. Prospector   |
| 父 Justify 栗毛 2015          | 父の父Scat Daddy 黒鹿毛 2004                                  | Love Style                                                    | Likeable Style                                                |                  |
| 父 Justify 栗毛 2015          | 父の母Stage Magic 栗毛 2007                                   | Ghostzapper                                                   | Awesome Again                                                 | Awesome Again    |
| 父 Justify 栗毛 2015          | 父の母Stage Magic 栗毛 2007                                   | Ghostzapper                                                   | Baby Zip                                                      |                  |
| 父 Justify 栗毛 2015          | 父の母Stage Magic 栗毛 2007                                   | Magical Illusion                                              | Pulpit                                                        | Pulpit           |
| 父 Justify 栗毛 2015          | 父の母Stage Magic 栗毛 2007                                   | Magical Illusion                                              | Voodoo Lily                                                   |                  |
| 母 Together Forever 鹿毛 2012 | 母の父Galileo 鹿毛 1998                                       | Sadler's Wells                                                | Northern Dancer                                               | Northern Dancer  |
| 母 Together Forever 鹿毛 2012 | 母の父Galileo 鹿毛 1998                                       | Sadler's Wells                                                | Fairy Bridge                                                  |                  |
| 母 Together Forever 鹿毛 2012 | 母の父Galileo 鹿毛 1998                                       | Urban Sea                                                     | Miswaki                                                       | Miswaki          |
| 母 Together Forever 鹿毛 2012 | 母の父Galileo 鹿毛 1998                                       | Urban Sea                                                     | Allegretta                                                    |                  |
| 母 Together Forever 鹿毛 2012 | 母の母Green Room 黒鹿毛 2002                                  | Theatrical                                                    | Nureyev                                                       | Nureyev          |
| 母 Together Forever 鹿毛 2012 | 母の母Green Room 黒鹿毛 2002                                  | Theatrical                                                    | Tree Of Knowledge                                             |                  |
| 母 Together Forever 鹿毛 2012 | 母の母Green Room 黒鹿毛 2002                                  | Chain Fern                                                    | Blushing Groom                                                | Blushing Groom   |
| 母 Together Forever 鹿毛 2012 | 母の母Green Room 黒鹿毛 2002                                  | Chain Fern                                                    | Chain Store                                                   |                  |
| 母系(F-No.)                   | Young Melbourne Mare(FN:9-e)                                  | Young Melbourne Mare(FN:9-e)                                  | Young Melbourne Mare(FN:9-e)                                  |                  |
| 5代内の近親交配               | Mr. Prospector：S4×M5, Northern Dancer：M4×M5, Special：M5×M5 | Mr. Prospector：S4×M5, Northern Dancer：M4×M5, Special：M5×M5 | Mr. Prospector：S4×M5, Northern Dancer：M4×M5, Special：M5×M5 |                  |

- 母Together Foreverはフィリーズマイルの勝ち馬。
- 本馬の伯父にジャンプラ賞勝ち馬のLord Shanakill、叔母に英オークス勝ち馬のForever Togetherがいる。